# Joshua Sturm
Pour les articles homonymes, voir Sturm.
 Joshua Sturm, né le 6 mai 2001, est un  skieur alpin autrichien.

## Biographie
En 2019 il remporte le slalom du Festival olympique de la jeunesse européenne à Jahorina.
En 2021 à Bansko il prend la 3e place des championnats du monde juniors de slalom.
En janvier 2022, il remporte sa première victoire en Coupe d'Europe dans le slalom de Berchtesgaden. Il prend la 6e place du classement final de la discipline. 
En mars 2022 il devient vice-champion du monde juniors avec l'Autriche dans l'épreuve par équipes.
Les 25 et 26 mars 2023, il est sacré double champion d'Autriche en géant et en slalom. 
En décembre 2023, il marque ses premiers points en coupe du monde dans le slalom géant d'Alta Badia. En mars 2024 il marque ses premiers pointsn slalom, avec une 21e place à Aspen.
La saison suivante il marque 4 fois des points en coupe du monde de slalom. Début avril 2025, il est vice-champion d'Autriche de slalom.

## Palmarès

### Coupe du monde
- 37 épreuves disputées (à fin mars 2025)
- Meilleur classement général : 109e en 2025 avec  31 points.
- Meilleur classement de slalom : 41e en 2025 avec 31 points.
- Meilleur classement de slalom géant : 48e en 2024 avec  8 points.

- Meilleur résultat sur une épreuve de coupe du monde de slalom : 21e à Aspen le 3 mars 2024 et à Lévi le 17 novembre 2024
- Meilleur résultat sur une épreuve de coupe du monde de slalom géant : 23e à Alta Badia le 18 décembre 2023

#### Classements
| Saison / Épreuve | Saison / Épreuve | Général | Général | Descente | Descente | Super G | Super G | Géant  | Géant  | Slalom | Slalom | Combiné | Combiné |
| ---------------- | ---------------- | ------- | ------- | -------- | -------- | ------- | ------- | ------ | ------ | ------ | ------ | ------- | ------- |
| Saison / Épreuve | Saison / Épreuve | Class.  | Points  | Class.   | Points   | Class.  | Points  | Class. | Points | Class. | Points | Class.  | Points  |
| 2024             | 2024             | 111e    | 24      | -        | -        | -       | -       | -      | -      | 41e    | 31     | -       | -       |
| 2025             | 2025             | 109e    | 31      | -        | -        | -       | -       | 48e    | 8      | 44e    | 16     | -       | -       |

### Championnats du monde juniors
| Épreuve / Édition           | Descente | Super G | Slalom géant | Slalom | Combiné | Team event |
| Mondiaux 2019 Val di Fassa  | -        | -       | -            | 4e     | -       | -          |
| Mondiaux 2021 Bansko        | annulé   | -       | 6e           | Bronze | annulé  | annulé     |
| Mondiaux 2022 Panorama (en) | -        | -       | 7e           | 5e     | -       | Argent     |

### Festival olympique de la jeunesse européenne
| Édition / Epreuve  | Slalom géant | Slalom |
| FOJE 2019 Jahorina | 5e           | 1er    |